# جری لوئیس
جری سباستین لوئیس (به انگلیسی: Jerry Sebastian Lewis) (زادهٔ ۱۶ مارس ۱۹۲۶ – درگذشتهٔ ۲۰ اوت ۲۰۱۷) هنرپیشه، کمدین، تهیه‌کننده، نویسنده و کارگردان سرشناس آمریکایی بود. او بیشتر به خاطر بازی در فیلم‌های کمدی در دهه‌های ۱۹۵۰ و ۱۹۶۰ میلادی و ژست‌های بامزه و بنیاد خیریه‌اش مشهور بود.
جری لوییس در طول مدت عمر حرفه‌ای خود جوایز متعددی را از جشنواره فیلم کمدی آمریکا، دوربین طلایی، اتحادیه منتقدان فیلم لس آنجلس و جشنواره فیلم ونیز از آن خود کرده‌است و در منطقه پیاده‌روی مشاهیر هالیوود دو ستاره برای خود دارد. سیارک ۱۱۵۴۸ به نام اوست.
لوییس پایان عمر خود در لاس وگاس و نوادا زندگی می‌کرد. لوییس در سال ۱۹۴۶ با «دین مارتین» زوجی موفق را تشکیل دادند. این دو در کنار برنامه‌های شبانه که بسیار محبوب مردم بود، در چندین فیلم کمدی ظاهر گشتند که از موفقیت بالایی برخوردار شدند. این گروه دو نفره ده سال بعد منحل شد.
حمید قنبری دوبلور جری لوئیس نقش بسزایی در شناساندن و محبوبیت او در بین ایرانیان داشت.

## کار حرفه‌ای
لوییس در روز شانزدهم مارس ۱۹۲۶ در «نوارک» واقع در نیوجرسی چشم به جهان گشود. نام او را «جوزف لویچ» یا بنا به قولی «ژروم لویچ» گذاشتند. پدرش «دنی لوییس» واریته (نمایش متنوع همراه با ساز و آواز) اجرا می‌کرد. لوییس از سال ۱۹۴۲ یعنی از شانزده سالگی بازی در نمایش‌های کمدی را آغاز کرد و دو سال بعد و در هجده سالگی ازدواج کرد.

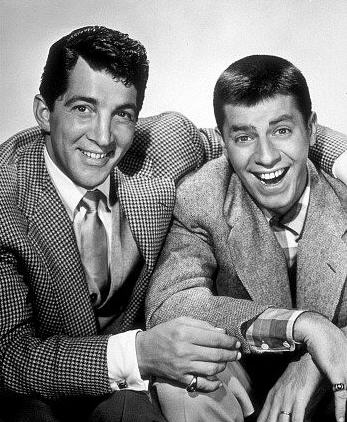
مارتین و لوییس

## مارتین و لوییس
لوییس شهرت اولیه خود را در کنار «دین مارتین» خواننده به دست آورد. مارتین همواره مردی عاقل بود که باید با لوییس دیوانه سرمی‌کرد. گروه کمدی مارتین و لوییس با تعداد زیادی از نمایش‌های متنوع در دهه چهل معروف شدند. شاید شهرت و محبوبیت لوییس به این خاطر بود که بیشتر اوقات فی البداهه از کلمات و حالات خنده‌آور استفاده می‌کرد و زیاد پایبند متن نبود. در اواخر دهه ۱۹۴۰ آن دو با برنامه‌های شبانه‌شان کاملاً شناخته شدند. منتقدان اغلب قادر به توصیف حالات بی نظم و شلوغ آن دو نبودند و فقط به یک جمله بسنده می‌کردند: «مارتین آواز می‌خواند و لوییس دلقک بازی درمی‌آورد.» ولی تماشاچیان از انرژی و هیجان این تیم دو نفره لذت می‌بردند و همیشه برنامه آن‌ها را از تلویزیون و استودیو پارامونت پیکچرز دنبال می‌کردند. کم‌کم نقش مارتین در فیلم نامه‌ها کمرنگ تر شد و توجهات، بیشتر به لوییس معطوف می‌شد. به‌طوری‌که یک بار مجله لوک عکسی بزرگ از این زوج را چاپ کرد. این عکس در حقیقت تصویر لوییس را نشان می‌داد و تنها گوشه‌ای از صورت مارتین دیده می‌شد. این کار عملاً مارتین را از لوییس دور کرد و سرانجام در سال ۱۹۵۴ این زوج حرفه‌ای از یکدیگر جدا شدند اما پس از جدایی هر دوی آن‌ها به شهرت انفرادی دست یافتند. باردیگر که این دو در کنار هم دیده شدند در سال ۱۹۷۶ و در فیلمی به کارگردانی «فرانک سیناترا» بود که بسیار مورد توجه مردم قرار گرفت. لوییس ده سال پس از مرگ دین، در سال ۲۰۰۵ در کتاب «دین ومن یک داستان عاشقانه» احساس خود را نسبت به همکار قدیمی اش «دین مارتین» بیان کرد.

## مسیر انفرادی
پس از اتمام همکاری با دین مارتین، او و همسرش سفری را در لاس وگاس برای تعیین مسیر حرفه‌ای جری در نظر گرفتند. او احساس کرد که زندگی اش در یک وضعیت بحرانی است: «من در یک قدم رو به جلو رفتن همراه با اعتماد به نفس ناتوان بودم. من کاملاً بدون هیچ اعتماد به نفسی، تنها بودم.» در همین حال، او یک درخواست ضروری از طرف دوستش سید لوفت که شوهر و مدیر برنامه‌های جودی گارلند بود مبنی بر عدم توانایی همسرش در اجرای آن شب در لاس وگاس به دلیل بیماری دریافت کرد و از او درخواست شد که جای همسرش را پر کند. با اینکه لوییس از وقتی ۵ ساله بود (۲۵ سال پیش از آن شب) روی صحنه آهنگی اجرا نکرده بود اما با این وجود در مقابل تماشاگران حاضر شد و با جک‌هایش با تماشاگران شوخی می‌کرد در حالی که گارلند پایین صحنه نشسته بود و تماشا می‌کرد. سپس او یک آهنگ که از بچگی یادگرفته بود با نام «راک-ا-بای بیبی» همراه آهنگ «باران بیا یا درخشش بیا» اجرا کرد. لوییس به خاطر می‌آورد: «وقتی اجرایم را تمام کردم، فضا از هیجان منفجر شد. من از صحنه پایین آمدم و می‌دانستم که از پسش برمیایم». به درخواست همسرش، جری با پول خود آهنگ‌ها را ضبط کرد.
«کپیتال رکوردز» این خبر را شنید و اصرار ورزید که او یک آلبوم بدهد. آلبوم «جری لوییس فقط می‌خواند» در رتبه‌بندی بیلبورد به رتبه سه رسید و برای چهار ماه در همان حوالی باقی ماند و بیش از یک میلیون و نیم نسخه فروخت. حال با اثبات این که او می‌تواند بخواند و اجرای زنده داشته باشد، در اواخر سال ۱۹۵۶ به صورت منظم در هتل سندز در لاس وگاس اجرا کردن را بار دیگر آغاز کرد که به نقطه‌ای برای تغییر زندگی و حرفه‌اش تبدیل شد. هتل سندز با او برای پنج سال قرارداد بست که شش هفته در سال اجرا کند و همان مقدار پولی را دریافت کند که او و مارتین به صورت تیم دریافت می‌کردند. منتقدان نیز نقدهای مثبتی برای او نوشتند. یکی از منتقدان نوشت: «جری فوق‌العاده بود. او ثابت کرد که می‌تواند به تنهایی موفق باشد.» او در ژانویه سال ۱۹۵۷ در شبکه «ان‌بی‌سی» برای اولین اولین برنامه تلویزیونی انفرادی‌اش ظاهر شد که به دنبالش اجراهایی در کلوب‌هایی در میامی، نیویورک، شیکاگو و واشینگتن بودند. در فوریه او جودی گارلند را در تئاتر پالاس در نیویورک همراهی کرد. همکار قبلی‌اش مارتین، در این برهه تماس گرفت و برایش آرزوی موفقیت کرد.

## ستاره کمدی

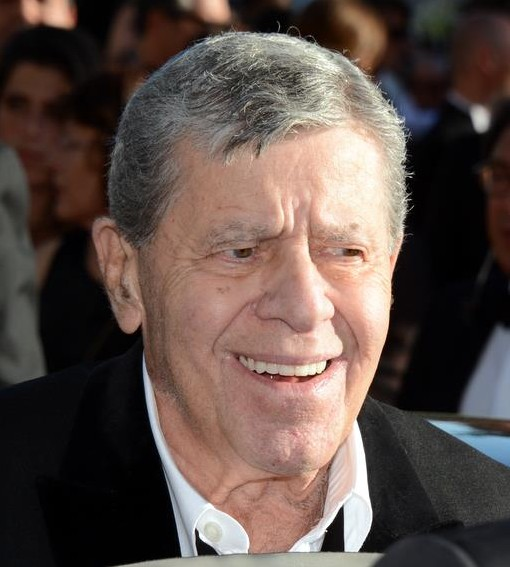
لوئیس در جشنواره فیلم کن سال ۲۰۱۳

پس از انحلال گروه «مارتین و لوییس»، جری در استودیوی پارامونت پیکچرز به کار ادامه داد و یک ستاره کمدی بزرگ شد. نخستین فیلم سینمایی او «مجرم ظریف» (۱۹۵۷) نام داشت. او پس از آن در پنج فیلم سینمایی دیگر ظاهر شد.
لوییس در دهه ۱۹۵۰ استعداد خود در زمینه آوازه خوانی را به‌نمایش گذاشت و در این بخش هم موفق ظاهر شد. آهنگ معروف او در آن زمان «فقط به تو بستگی دارد» نام داشت که در سال ۱۹۵۸ اجرا شد. در سال ۱۹۶۰ در فیلم «پادو» بازی کرد. فیلمی که نخستین کار او در زمینه تهیه‌کنندگی و کارگردانی بود. لوییس این فیلم را در هتل «فونتن بلو» در میامی و با بودجه‌ای بسیار کم ساخت. در آن زمان لوییس روزها در هتل فیلم بازی می‌کرد و شب‌ها در آن برنامه اجرا می‌کرد. او برای ساخت فیلم «پادو» از دوربین‌های ویدئویی و دوربین‌های مداربسته استفاده می‌کرد تا بتواند در هنگام بازی صحنه‌ها را ببیند. بعد از آن بود که این شیوه یک روش استاندارد برای ضبط فیلم‌های هالیوود شد. از دیگر فیلم‌هایی که در آن‌ها لوییس هم بازیگر و هم کارگردان بود می‌توان به «مرد خانم‌ها»، «پسر پیغام رسان» و فیلم معروف «پروفسور دیوانه» اشاره کرد. از سال ۱۹۶۶ یعنی وقتی چهل سال داشت دیگر لوییس آن جوان لاغر و چابک نبود. او دیگر کندتر کار می‌کرد و بازی برایش سخت‌تر شده بود. از آن سال بود که فروش فیلم‌هایش رو به کاهش نهاد تا جایی که شرکت فیلم‌سازی پرامونت پیکچرز احساس کرد دیگر به فیلم‌های کمدی جری لوییس نیازی ندارد. از آن پس لوییس به فکر ساخت فیلم‌های شخصی افتاد. در سال ۱۹۷۲ فیلم اکران نشده «روزی که دلقک گریه کرد» را ساخت. این فیلم داستانی درام داشت که در اردوگاه نازی‌ها اتفاق افتاد. لوییس دلیل اکران نشدن این فیلم را مشکلات در امور مالی ذکر کرد ولی اخیراً در کتاب «مارتین و من» نوشت که دلیل اصلی اکران نشدن آن فیلم این بود که خود از کارش راضی نبود. از فیلم‌های بعدی جری لوییس «کار سخت» (۱۹۸۱) به کارگردانی خودش، «سلطان کمدی» (۱۹۸۳) اثر مارتین اسکورسیزی که در آن با رابرت دنیرو همبازی بود، «رؤیای آریزونا» (۱۹۹۴) و آخرین کارش «استخوان‌های خنده دار» (۱۹۹۵) هستند اما لوییس در اروپا محبوب باقی‌ماند. منتقدان اروپایی همواره او را بازیگری تحسین‌برانگیز دانسته‌اند که روی تک تک حرکاتش تسلط کامل دارد و از این زاویه او را قابل قیاس با هاوارد هاکس و آلفرد هیچکاک می‌دانند. باوجود این که لوییس دیگر در فیلم‌های کمدی ظاهر نمی‌شود ولی هنوز هم مردم او را دوست دارند و حرف‌های بامزه او به صورت تکه کلام‌هایی درآمده که در فرهنگ محاوره آمریکا جا باز کرده‌ است.

## امور خیریه

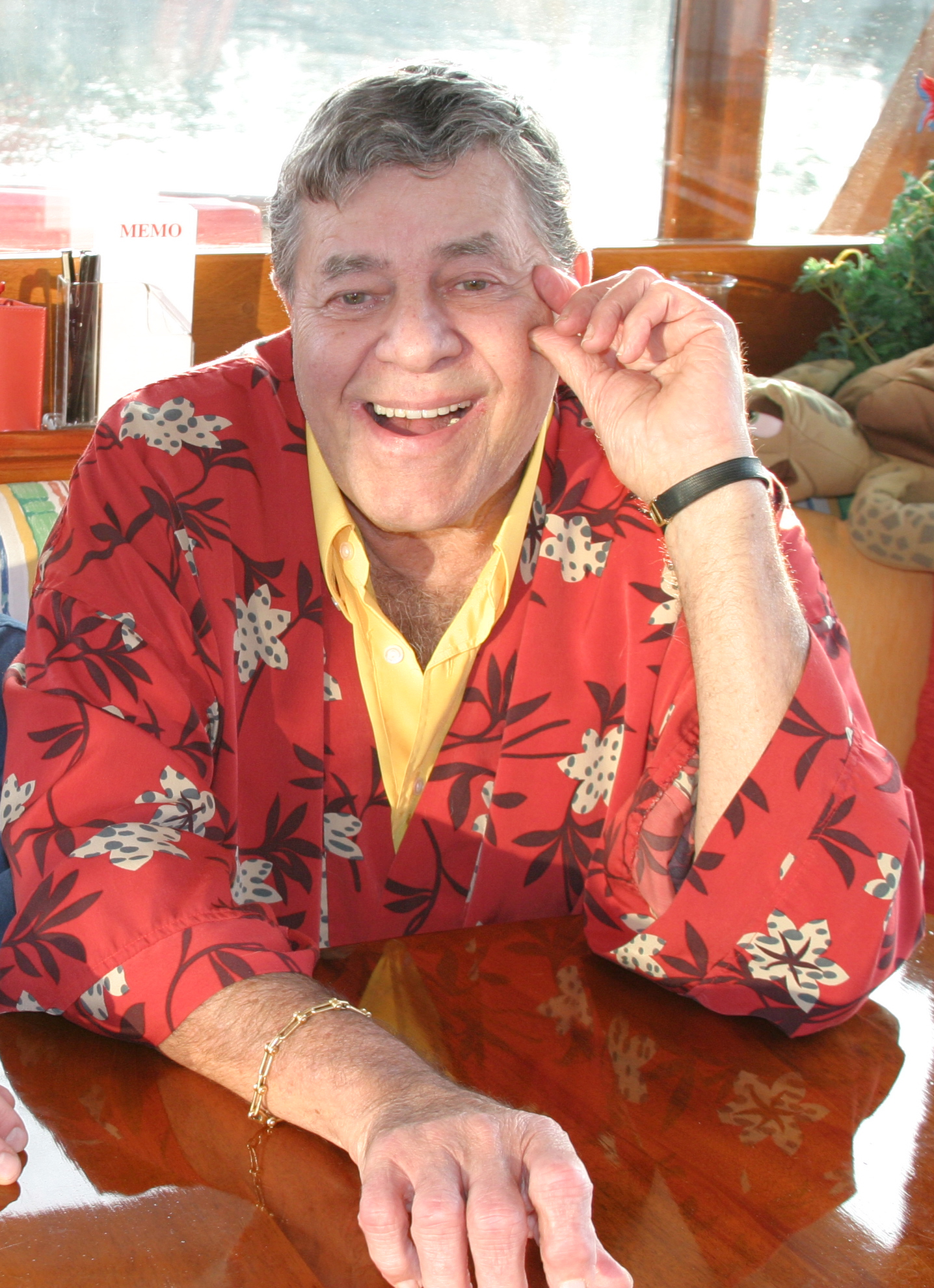
جری لوئیس در سال ۲۰۰۵

در سال ۱۹۵۲ لوییس «بنیاد ضعف عضلانی» را تأسیس کرد و پس از آن در مناسبت‌های مختلف سعی کرد برای کمک به بیماران این بنیاد، کمک مالی جمع کند. تلاش‌های او تاکنون سبب جمع‌آوری بیش از دو میلیارد دلار گشته که همگی صرف مراقبت از بیماران عصبی عضلانی و تحقیقات علمی دربارهٔ این بیماری شده‌است.
اوایل مارتین و لوییس در کنار هم این کارها را انجام می‌دادند ولی بعدها وقتی این دو از یکدیگر جدا شدند لوییس به‌تنهایی این امر خیر را ادامه داد. لوییس از سال ۱۹۵۲ رئیس این بنیاد بوده‌است. در سال ۱۹۷۷ جری لوییس تنها شخصیت سرشناسی بود که نامزد جایزه صلح نوبل شد و در سال ۱۹۸۵ از طرف سازمان دفاع آمریکا به خاطر خدمات عمومی قابل‌توجهش مدال افتخار دریافت کرد.

## زندگی خصوصی
پدر و مادر لوییس «دنی و رائه لوییس» نام داشتند و هر دو به‌طور حرفه‌ای در عالم هنر فعالیت می‌کردند. پدرش نمایش اجرا می‌کرد و مادرش در رادیو پیانو می‌نواخت وقتی جری تنها پنج سال داشت در رادیو آواز خواند. وقتی پانزده ساله شد کاملاً به‌اجرای پانتومیم و برنامه‌های کمیک تسلط داشت. او کت و شلوار گشاد و آویزانی را بر تن می‌کرد و نمایش اجرا می‌کرد و با همین تجهیزات ساده همه را می‌خنداند. در آن زمان بود که «مکس کولمن» همکار پیشکسوت پدرش به او توصیه کرد کارش را جدی بگیرد چون حتماً موفق خواهد بود و همین‌طور هم شد و شهرت لوییس جهانی شد. یکی از علایق همیشگی لوییس بازی بیس بال است. او در دهه پنجاه و شصت بیسبال بازی می‌کرد و عضو تیم «لوس آنجلس لجرز» بود. لوییس در سال ۱۹۶۷ استاد دانشگاه کالیفرنیای جنوبی شد و سلسله سخنرانی‌های وی در آن دانشگاه در کتابی به نام «فیلم‌ساز مطلق» به چاپ رسید. موضوعی که شاید کمتر کسی از آن اطلاع داشته باشد. این است که لوییس هشت بار برنده جایزه بهترین کارگردان سال در اروپا شد. «ژان-لوک گدار» کارگردان فرانسوی دربارهٔ وی می‌گوید: جری لوییس تنها کارگردان آمریکایی است که فیلم‌های مترقی ساخته‌است. او بسیار بهتر از چارلی چاپلین و باستر کیتون است. وقتی نامزد دریافت جایزه صلح نوبل شد، مجری مراسم دربارهٔ او گفت «جری لوییس مردی برای تمام فصول، تمام مردم و تمام اعصار است و نام او در قلب میلیون‌ها نفر از مردم دنیا برابر با صلح، عشق و برادری است.» لوییس در سال ۱۹۴۴ با «پتی پالمر» ازدواج کرد و ۳۶ سال با او زندگی مشترک داشت. آن‌ها پنج پسر به نام‌های گاری، ران، اسکات، کریس و آنتونی و هفت نوه و یک نتیجه دارند. جری در سال ۱۹۸۳ با «سم پیت نیک» ازدواج کرد. حاصل زندگی مشترک آن‌ها دختری به نام «دانیلا سارا» متولد ۱۹۹۲ است که به گفته جری: «چراغ زندگی و هوای ریه‌های آنهاست». لوییس یک شعار همیشگی دارد که برای مردم بسیار زیباست. او می‌گوید:
من فقط یک بار زندگی می‌کنم؛ بنابراین بگذارید هر خوبی که می‌توانم بکنم و هر محبتی که مایلم نسبت به دیگران ابراز دارم. بگذارید، نه این احساس را سرکوب نمایم و نه آن را به تأخیر اندازم زیرا دیگر به دنیا نخواهم آمد.

## درگذشت
لوییس که در سال‌های پایانی عمرش از مشکلات قلبی و سرطان پروستات رنج می‌برد، در صبح روز یکشنبه ۲۰ اوت ۲۰۱۷ در سن ۹۱ سالگی در خانه‌اش در لاس وگاس درگذشت.

## فیلم‌شناسی
| سال       | فیلم                                     | نقش | یادداشت‌ها                                                                                  |
| --------- | ---------------------------------------- | --- | ------------------------------------------------------------------------------------------ |
| ۱۹۴۹      | دوست من ایرما                            | سیمور | نخستین فیلم                                                                                |
| ۱۹۵۰      | دوست من ایرما به فنا می‌رود               | سیمور |                                                                                            |
| ۱۹۵۰      | آشپز هنگ                                 | |                                                                                            |
| ۱۹۵۶      | یاران                                    | |                                                                                            |
| ۱۹۵۷      | The Delicate Delinquent                  | Sidney L. Pythias                                                                                          |                                                                                            |
| ۱۹۵۷      | The Sad Sack                             | Private Meredith Bixby                                                                                     |                                                                                            |
| ۱۹۵۸      | عیالوار                                  | Clayton Poole                                                                                              | خواباندن بچه، در ایران: عیالوار، دوبلور: حمید قنبری                                        |
| ۱۹۵۸      | The Geisha Boy                           | Gilbert Wooley                                                                                             |                                                                                            |
| ۱۹۵۹      | کشتی را ترک نکن                          | John Paul Steckler I, IV, and VII                                                                          | عنوان فارسی: کشتی رو به باد نده دوبلور: حمید قنبری                                         |
| ۱۹۵۹      | Li'l Abner                               | Itchy McRabbit                                                                                             | Cameo                                                                                      |
| ۱۹۶۰      | Visit to a Small Planet                  | Kreton |                                                                                            |
| ۱۹۶۰      | پادوی هتل                                | Stanley/Himself                                                                                            | همچنین کارگردان                                                                            |
| ۱۹۶۰      | سیندرفلا                                 | Cinderfella                                                                                                |                                                                                            |
| ۱۹۶۱      | شیفته زن‌ها                               | Herbert H. Heebert/Mama Heebert                                                                            | همچنین کارگردان                                                                            |
| ۱۹۶۱      | The Errand Boy                           | Morty S. Tashman                                                                                           | همچنین کارگردان                                                                            |
| ۱۹۶۲      | It's Only Money                          | Lester Marsh                                                                                               |                                                                                            |
| ۱۹۶۳      | پروفسور دیوانه                           | Professor Julius Kelp/Buddy Love/Baby Kelp                                                                 | و کارگردان، پروفسور دیوانه، در ایران: نابغه، دوبلور: حمید قنبری                            |
| ۱۹۶۳      | دنیای دیوانه، دیوانه، دیوانه، دیوانه     | Man Who Runs Over Hat                                                                                      | Cameo                                                                                      |
| ۱۹۶۳      | جنجال در فروشگاه                         | Norman Phiffier                                                                                            |                                                                                            |
| ۱۹۶۴      | فریب‌خورده                                | Stanley Belt/Singers of the Trio                                                                           | و کارگردان، فریب خورده، در ایران: پاتسی، دوبلور:-                                          |
| ۱۹۶۴      | خدمتکار نامرتب                           | Jerome Littlefield                                                                                         | عنوان فارسی: بی نظم منظم دوبلور: حمید قنبری                                                |
| ۱۹۶۵      | The Family Jewels                        | Willard Woodward/James Peyton/Everett Peyton/Julius Peyton/Capt. Eddie Peyton/Skylock Peyton/'Bugs' Peyton | Also directed                                                                              |
| ۱۹۶۵      | بوئینگ بوئینگ                            | Robert Reed                                                                                                |                                                                                            |
| ۱۹۶۶      | سه نفر روی نیمکت                         | Christopher Pride/Warren/Raintree Ringo/Rutherford/Heather                                                 | همچنین کارگردان                                                                            |
| ۱۹۶۶      | Way...Way Out                            | Pete Mattermore                                                                                            |                                                                                            |
| ۱۹۶۷      | دهان‌گشاد                                 | Gerald Clamson/Syd Valentine                                                                               | همچنین کارگردان                                                                            |
| ۱۹۶۸      | Don't Raise the Bridge, Lower the River  | George Lester                                                                                              |                                                                                            |
| ۱۹۶۹      | به‌طور کامل                               | Peter Ingersoll/Fred Dobbs                                                                                 |                                                                                            |
| ۱۹۷۰      | One More Time                            | Offscreen voice of the bandleader                                                                          | همچنین کارگردان                                                                            |
| ۱۹۷۰      | راه جبهه از کدوم طرفه؟                   | برندان بایرز سوم                                                                                           | همچنین کارگردان                                                                            |
| ۱۹۷۲/۱۹۷۱ | روزی که دلقک گریست                       | Helmut Doork                                                                                               | به نمایش در نیامد                                                                          |
| ۱۹۸۱      | Hardly Working                           | Bo Hooper                                                                                                  | همچنین کارگردان. در اروپا در سال ۱۹۸۰ به نمایش درآمد.                                      |
| ۱۹۸۳      | سلطان کمدی                               | Jerry Langford                                                                                             | در سال ۱۹۸۱ فیلمبرداری گردید. در اروپا در سال ۱۹۸۲ به نمایش درآمد.                         |
| ۱۹۸۳      | Cracking Up                              | Warren Nefron/Dr. Perks                                                                                    | Also directed. Released direct to cable/video. Theatrical release in 1985 as 'Smorgasbord' |
| ۱۹۸۴      | Slapstick (Of Another Kind)              | Wilbur Swain/Caleb Swain                                                                                   | Released in Europe in ۱۹۸۲                                                                 |
| ۱۹۸۴      | Retenez Moi...Ou Je Fais Un Malheur      | Jerry Logan                                                                                                | French Release.                                                                            |
| ۱۹۸۴      | Par Où T'es Rentré? On T'a Pas Vu Sortir | Clovis Blaireau                                                                                            | French Release.                                                                            |
| ۱۹۸۷      | جنگ برای زندگی                           | Dr. Bernard Abrams                                                                                         | ABC Television Movie                                                                       |
| ۱۹۸۹      | کلوچه                                    | Arnold Ross                                                                                                |                                                                                            |
| ۱۹۹۲      | آقای شنبه شب                             | Guest | Cameo                                                                                      |
| ۱۹۹۴      | رؤیای آریزونا                            | Leo Sweetie                                                                                                | Filmed in 1991. Released in Europe in ۱۹۹۳.                                                |
| ۱۹۹۵      | Funny Bones                              | George Fawkes                                                                                              |                                                                                            |